# Puncturella multistriata
Puncturella multistriata är en snäckart som beskrevs av Dall 1914. Puncturella multistriata ingår i släktet Puncturella och familjen nyckelhålssnäckor. Inga underarter finns listade i Catalogue of Life.